# Ecbathyrion prolixicauda
Ecbathyrion prolixicauda is een eenoogkreeftjessoort uit de familie van de Ecbathyriontidae. De wetenschappelijke naam van de soort is voor het eerst geldig gepubliceerd in 1987 door Humes.